# インドネシアにおける売買春
インドネシアにおける売買春（インドネシアにおけるばいばいしゅん）は、「良識/道徳に対する犯罪」と法的に見なされるが、広く行われ、許容されており、一部の地域では管理を受けてさえもいる。金銭的な理由が売春婦となる動機付けとなる女性もいれば、友人、親族、あるいは他人によって強制的に売春婦にされるものいるかもしれない。伝統的に、売春婦は娯楽施設や特別な売春用複合施設（lokalisasi）で客と会ってきた。しかしながら、最近はインターネット掲示板やFacebookが売春婦/男娼と飄客との関係を円滑に進めるために使われてきている。近年、リゾート地のバタム島とバリ島での子ども買春ツアーが問題となっている。
女性買春ツアーも20世紀末にバリ島で出現し、若いバリ人の男性セックスワーカーが日本人、ヨーロッパ人、およびオーストラリア人女性と会っている。国際連合エイズ合同計画（UNAIDS）はインドネシアに22万6791人の売春婦/男娼がいると推計している。

## 原因
インドネシアにおいて、売春婦/男娼が性産業に入る主な理由の1つが、すぐに金銭を得られる魅力である。ジャカルタ・ポスト紙は、ジャカルタの高級売春婦は月に1千5百万から3千万ルピア（1,755から3,510米ドル）を得ることができ、サービスのためのセッション毎に3百万ルピア（350米ドル）以上を請求することができた、と報道した。金銭のために売春婦となったものたちは中流階級と貧困家庭の両方から来ている。
別の主要な原因が強制売春である。若い女性が大都市で雇用の機会を提供され、その次に強姦されて、売春あっせん業者に金を払う間、売春を強制される。また親に売られることもあるかもしれない。国際労働機関（ILO）は、インドネシアの子どもの売春婦の大体70パーセントが家族または友人によって人身売買に持ち込まれた、と報告している。

## 形態
売春は多くの形態で存在し、多くの異なる性、ジェンダー、指向、および年齢によって行われている。例えば、バリは外国人観客を誘う男性セックスワーカーの「クタ・カウボーイズ」で知られている。
売春は様々な性的指向を網羅する。最も一般的なのは異性間の女性売春であるが、服装倒錯者や男性の同性間売春も程度は少ないものの存在する。児童買春もバタムやバリといった特定の観光リゾート島に存在する。4万人から7万人のインドネシア人の子どもが国内で売春に従事していると推計されている。
売春婦は売春宿で働くこともあり、一部の売春宿には200人を超える売春婦がいる。多くの売春宿があった最後の大規模な赤線地区がかつてスラバヤにあり、東南アジア最大の風俗街の1つであったが、2004年に閉鎖された。売春婦はディスコ、マッサージパーラー、およびカラオケボックスで見られ、特定の通りでも見られる。また、電話によって予約することもできる。
オンライン売春も一般的である。インターネット掲示板では、売春婦とポルノグラフィが優良な登録会員に提供される（優良度は掲示板での活動によって計測される）。掲示板の上級会員は「無料レポート」を書き込み、売春婦との会員の経験について説明する。連絡先情報は要求に応じてプライベートメッセージによって提供される。Facebook上での売春組織も報告されている。

## 法的地位

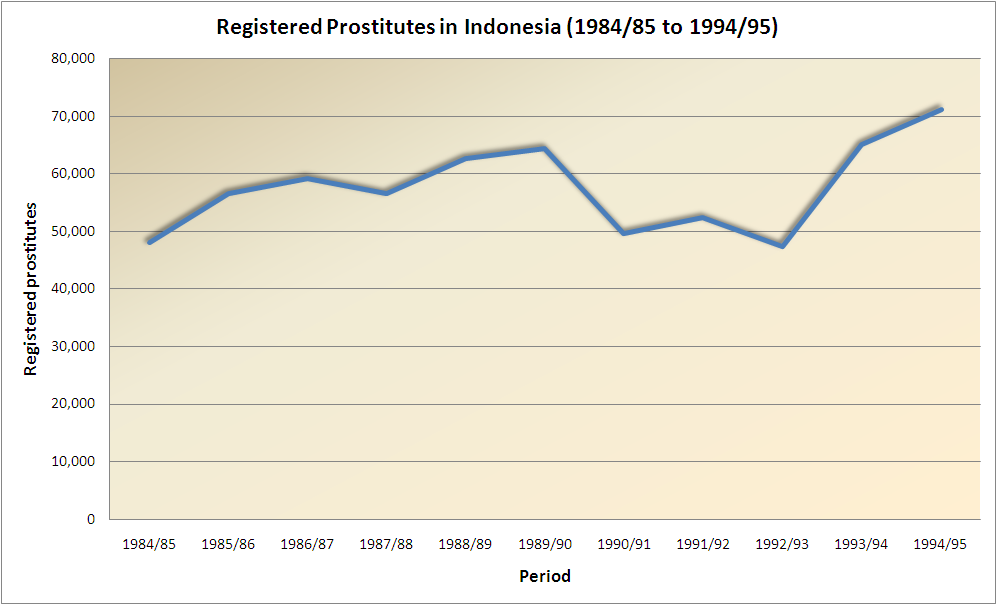
インドネシアにおける登録売春婦の数。1984年から1995年。

売春は法律では特別に対処されていない。しかしながら、多くの当局者が「良識/道徳に対する犯罪」を売春に適用すると解釈してきた。売春は、大衆の社会的、宗教的規範との矛盾にもかかわらず、まん延し、概して許容されている。売春はインドネシアの売春宿複合施設（lokalisasi）で最も明白に示され、こういった施設は国中で見られる。これらの売春宿は地元政府の規制の下で管理されている。警察による手入れの間あるいは後に、売春婦は罰金を支払い、拘留から解放される。そのため、警察の手入れは「公安の警官の収入源にしかならない」と言われている。
インドネシア児童保護委員会（KPAI）はインドネシアにおける売春婦の30パーセントが18歳未満であると推計している。ILOはジャカルタにおける子どもの売春婦の総数を5千人としている。ジャカルタ市政府によれば、これはPrumpung（北ジャカルタ）、Grogol（西ジャカルタ）、Tanah Abang（中央ジャカルタ）、Block M（南ジャカルタ）、そしてJatinegaraおよびCiracas（どちらも東ジャカルタ）に集中している。子ども買春ツアー、特にリゾート地のバリやバタムに存在する。

## 歴史
古代インドネシアにおける売春の最初期の報告の1つは中国の書物にある。旧唐書および新唐書（西暦640年頃）は、ジャワのホ・リンの国には、数多くの「毒の女」がいた、と記している。これらの売春婦と性交したものは膿んだ傷を受け、その後死んだという。これが古代ジャワにおける売春およびその性感染症とのつながりについての最初期の記録であった:119。
植民地時代以前のインドネシアの売春についてはほとんど知られていないが、性奴隷の購入と準契約的な性的関係は存在したと考えられる。インドネシアにおけるイスラームの拡がりの後、イスラームが契約結婚を非難したために売春が増加したと考えられている。ジャワの王たちが多くの性奴隷抱えていたのに対して、家族の支援のないバリの未亡人は彼らの王によって売春を強制されたかもしれない。
19世紀初頭のジャワ語写本セラト・チェンティニは、中央ジャワおよびジョグジャカルタにおける売春産業について言及している。この写本では、顧客を満足させるためにジャワの売春が会得している様々な性交体位および技術について記載されている。セラト・チェンティニは、かつてはイモギリ陵墓近くに繁盛している売春宿があったとも述べている。
初期オランダ植民地時代、性的満足を得たいと望むヨーロッパ人の男たちが現地の売春婦（愛人）を雇い始めた。これは金銭的に動機付けされた地元の女性や一部の家族によって引き受けられ、こういった家族は自分達の娘を自発的に提供した。異人種婚は推奨されなかった、あるいは完全に禁じられていたため、この措置はオランダの指導者らによって認められた。
王立オランダ領東インド陸軍兵士やオランダ領東インドの役人が保持する愛人の数が減少した1800年代初頭に、大規模な売春が始まった。他地域での仕事を探して現地の男性が妻を残していったこともその始まりに寄与した。1852年、植民地政府は梅毒やその他の性感染症について検査するため売春婦に定期的な検診を課し始めた。売春は身分証明証も携帯しなければならなかった。これらは売春の成長を抑制せず、売春は1800年代末に劇的に増加した。
1852年の法律は後の1913年に別のより厳格な公衆道徳法に置き換えられ、「故意に第三者と他人の姦通をもたらし、これを彼の職業とすること」（売春あっせん）を犯罪化した。売春については言及されなかった。これらの法律の施行はほとんど不可能であることが判明し、一時期、売春宿の捜査は知事の許可を必要とした。
日本占領時期のインドネシアでは、既存の売春婦は特別な売春宿において日本軍のために働くために選抜された。その他の女性と少女（インドネシア人とオランダ人の両方）は「慰安婦」にさせられた。第二次世界大戦後、僻村から都市への女性の移住は高い離婚率と相俟って、売春の増加の別の原因となった。

## 対応
インドネシアにおける売春に対する政府の対応は変化してきた。共通の対応は売春を禁止し、売春宿を閉鎖する試みである。別の提案された対応としては、売春婦の売り上げに課税することである。売春による収入は「ハラーム」と見なされるため、こういった提案は論争を呼んでいる。

## 影響
売春は、中央ジャワやバリを含むインドネシアの様々な場所でのHIV/AIDSの罹患率の増加について責任を負わされてきた。売春宿における健康管理の欠如とコンドームを使用しないことが非難されてきた。2010年、バリAIDS委員会は、顧客のわずか40%しか避妊具を使っていない、と報告した。
売春婦自身も解離性同一性障害といった心理社会的問題の被害者かもしれない。客にサービスをしたり、売春あっせん業者に対応する時、売春婦らは身体的、精神的に虐待されているかもしれない。また、HIV/AIDSに感染するリスクもある。

## 性的人身売買
インドネシアは、性的人身売買の被害を受ける女性と子供の主要な供給国であり、比較的程度は低いが、行き先と中継国でもある。34の州それぞれが人身売買の供給元と行き先である。インドネシア人の女性と少女は、主にマレーシア、台湾、および中東における性的人身売買の対象である。多くの女性と少女が人身売買の食い物にされている。借金による束縛が性的人身売買の犠牲者の間で特によく見られる。女性と少女はマルク州、パプア州、およびジャンビ州における採掘作業の近くで性的人身売買にさらされている。子ども買春ツアーはシンガポールとの国境のリアウ諸島州で広く行われており、バリは子ども買春ツアーに従事するインドネシア人の目的地である。
アメリカ合衆国国務省人身取引監視対策部はインドネシアを「ティア2」国に順位付けしている。